# Calle Bécquer (Sevilla)
La calle Bécquer es una vía de la ciudad española de Sevilla que discurre en paralelo con la Ronda Histórica (calle Resolana), y está situada en el barrio de San Gil, perteneciente al distrito Casco Antiguo.
La calle recibió este nombre en honor del poeta sevillano Gustavo Adolfo Bécquer, en un homenaje que se le hizo al poeta en el año 1881, en el que también se colocó una losa conmemorativa en su casa natal, ubicada en la calle Conde de Barajas, número 28.
El edificio más emblemático de la calle es la Basílica de Santa María de la Esperanza Macarena, situada en el número 1, que es la sede canónica de la Hermandad de la Esperanza Macarena, y frente a ella, aunque perteneciente a la calle Resolana se halla la puerta de la Macarena, que junto con el postigo del Aceite son las únicas puertas de acceso a las murallas de Sevilla que se conservan en la actualidad. También relacionado con la calle existió el postigo de la Feria, que se situaba al final de la calle Feria, haciendo esquina con esta calle.